# Penny Riffkin
Penny Riffkin es una científica agrícola australiana. Es investigadora científica máster en agronomía de cereales en el Departamento de Medio Ambiente e Industrias Primarias de Victoria (DEPI).

## Primeros años y educación
Riffkin nació en Whangarei, Nueva Zelanda y asistió a escuelas en Hamilton Nueva Zelanda, Brisbane y Hamilton en Australia. Recibió su B Agr Sci de la Universidad La Trobe en 1989. Luego recibió una maestría por su trabajo en Nitrogen Fixation in white clover dairy pastures o de la Universidad de Western Sídney en 1999.[cita requerida]

## Investigación  agrícola
En 1989, Penny se unió al Departamento Victoriano de Medio Ambiente e Industrias Primarias (DEPI) como microbióloga de diagnóstico. Su investigación inicial incluyó el aislamiento de patógenos responsables de la enfermedad en animales agrícolas antes de pasar a la investigación que identifica los factores que afectan la relación simbiótica entre el rizobio y las leguminosas de pasto. La investigación del Riffkin sobre la integración de las leguminosas de los pastos en los sistemas de cultivo facilitó un movimiento para mejorar los rendimientos de cereales y canola en la zona de alta precipitación (HRZ) del sur de Australia. Sus vínculos con agencias nacionales e internacionales han llevado al desarrollo de un programa nacional para mejorar los rendimientos de los cultivos y los agricultores.

## Trabajo actual
Riffkin, del Departamento de Medio Ambiente e Industrias Primarias, administra el programa Nacional de Cultivo de Alta Precipitación en trigo y canola, que identifica rasgos de cultivo superiores dirigidos a entornos de alta precipitación, la incorporación de rasgos a nuevas variedades y el desarrollo de prácticas de manejo para explotar el potencial de rendimiento de germoplasma mejorado.  Su experiencia científica ha llevado a los objetivos de rendimiento para la industria, el diseño de nuevos tipos de trigo y canola y la incorporación de nuevos tipos de cultivos en los sistemas agrícolas en el HRZ y las herramientas de gestión para que los agricultores gestionen mejor los cultivos con potencial de alto rendimiento.[cita requerida]

## Artículos seleccionados
- Penny Riffkin, Trent Potter and Gavin Kearney (2012).  Yield performance of late-maturing winter canola (Brassica napus L.) types in the High Rainfall Zone of southern Australia.  Crop and Pasture Science, 63, pp.17–32.
- P.A. Riffkin, P.M. Evans, J.F. Chin, and G.A. Kearney (2003).   Early-maturing spring wheat outperforms late-maturing winter-wheat in the high rainfall environment of south-western Victoria.  Australian Journal of Agricultural Research 54, pp.193–202.
- Riffkin, P. A., Quigley, P. E., Kearney, G. A., Cameron, F. J., Gault, R. R., Peoples, M. B., and Thies, J. E. (1999a).  Factors associated with biological nitrogen fixation in dairy pastures in south-western Victoria.  Australian Journal of Agricultural Research 50, pp.261–272.
- Riffkin, P. A., Quigley, P. E., Cameron, F. J., Peoples, M. B., and Thies, J. E. (1999b).  Annual nitrogen fixation in grazed dairy pastures in south-western Victoria.  Australian Journal of Agricultural Research 50, pp.273–281.
- Riffkin, P. A. (1999).  An assessment of white clover nitrogen fixation in grazed dairy pastures of south-western Victoria.  Master of Science Thesis.  University of Western Sydney.